# Primera División 1993-1994 (Spagna)
La Primera División 1993-1994 è stata la 63ª edizione della massima serie del campionato spagnolo di calcio, disputato tra il 4 settembre 1993 e il 15 maggio 1994 e concluso con la vittoria del Barcellona, al suo quattordicesimo titolo, il quarto consecutivo. Il titolo fu assegnato al Barça grazie alla differenza reti favorevole negli scontri diretti con il Deportivo La Coruña, terminato a pari punti.
Capocannoniere del torneo è stato Romário (Barcellona) con 30 reti.

## Stagione

### Novità
La UEFA decise di rivedere i criteri per l'ammissione in Coppa UEFA liquidando la dotazione delle non più esistenti federazioni della Jugoslavia e della Germania Est, distribuendo i posti lasciati liberi alle nuove federazioni emergenti. Nel valzer delle assegnazioni la Spagna perse un posto disponibile, riducendo a tre le squadre qualificate per la prossima edizione.

## Classifica finale
|       | Pos. | Squadra             | Pt | G  | V  | N  | P  | GF | GS | DR  |
| ----- | ---- | ------------------- | -- | -- | -- | -- | -- | -- | -- | --- |
|       | 1.   | Barcellona          | 56 | 38 | 25 | 6  | 7  | 91 | 42 | +49 |
|       | 2.   | Deportivo La Coruña | 56 | 38 | 22 | 12 | 4  | 54 | 18 | +36 |
| [ 2 ] | 3.   | Real Saragozza      | 46 | 38 | 19 | 8  | 11 | 71 | 47 | +24 |
|       | 4.   | Real Madrid         | 45 | 38 | 19 | 7  | 12 | 61 | 50 | +11 |
|       | 5.   | Athletic Bilbao     | 43 | 38 | 16 | 11 | 11 | 61 | 47 | +14 |
|       | 6.   | Siviglia            | 42 | 38 | 15 | 12 | 11 | 56 | 42 | +14 |
|       | 7.   | Valencia            | 40 | 38 | 14 | 12 | 12 | 55 | 50 | +5  |
|       | 8.   | Racing Santander    | 38 | 38 | 15 | 8  | 15 | 44 | 42 | +2  |
|       | 9.   | Real Oviedo         | 37 | 38 | 12 | 13 | 13 | 43 | 49 | -6  |
|       | 10.  | Tenerife            | 36 | 38 | 15 | 6  | 17 | 50 | 57 | -7  |
|       | 11.  | Real Sociedad       | 36 | 38 | 12 | 12 | 14 | 39 | 47 | -8  |
|       | 12.  | Atlético Madrid     | 35 | 38 | 13 | 9  | 16 | 54 | 54 | 0   |
|       | 13.  | Albacete            | 35 | 38 | 10 | 15 | 13 | 49 | 58 | -9  |
|       | 14.  | Sporting Gijón      | 35 | 38 | 15 | 5  | 18 | 42 | 57 | -15 |
|       | 15.  | Celta Vigo          | 33 | 38 | 11 | 11 | 16 | 41 | 51 | -10 |
|       | 16.  | CD Logroñés         | 33 | 38 | 9  | 15 | 14 | 47 | 58 | -11 |
|       | 17.  | Rayo Vallecano      | 31 | 38 | 9  | 13 | 16 | 40 | 58 | -18 |
|       | 18.  | Real Valladolid     | 30 | 38 | 8  | 14 | 16 | 28 | 51 | -23 |
|       | 19.  | UE Lleida           | 27 | 38 | 7  | 13 | 18 | 29 | 48 | -19 |
|       | 20.  | Osasuna             | 26 | 38 | 8  | 10 | 20 | 34 | 63 | -29 |

Legenda:
      Campione di Spagna ed ammessa alla UEFA Champions League 1994-1995.
      Ammesse alla Coppa delle Coppe 1994-1995.
      Ammesse alla Coppa UEFA 1994-1995.
  Partecipa agli spareggi interdivisionali.
      Retrocesse in Segunda División 1994-1995.
Regolamento:
Due punti a vittoria, uno a pareggio, zero a sconfitta.
In caso di arrivo di due o più squadre a pari punti, la graduatoria verrà stilata secondo la classifica avulsa tra le squadre interessate che prevede, in ordine, i seguenti criteri:
- Punti negli scontri diretti.
- Differenza reti negli scontri diretti.
- Differenza reti generale.
- Reti realizzate in generale.

## Spareggi

### Spareggi interdivisionali
Lo spareggio tra Rayo Vallecano e Compostela si concluse con due pareggi. Fu quindi necessario disputare un terzo match in campo neutro.
|                 | Risultati |                 | Luogo e data                           |
| --------------- | --------- | --------------- | -------------------------------------- |
| Rayo Vallecano  | 1-1       | Compostela      | Madrid, 22 maggio 1994                 |
| Compostela      | 0-0       | Rayo Vallecano  | Santiago di Compostela, 28 maggio 1994 |
| Rayo Vallecano  | 1-3       | Compostela      | Oviedo, 1º giugno 1994                 |
|                 |           |                 |                                        |
| Toledo          | 1-0       | Real Valladolid | Toledo, 22 maggio 1994                 |
| Real Valladolid | 4-0       | Toledo          | Valladolid, 29 maggio 1994             |
|                 |           |                 |                                        |

## Statistiche

### Squadre

#### Capoliste solitarie
|    | —— | —— | —— | ——  | —— | —— | —— | ——  | ——  | ——  | ——  | ——  | ——                  | ——                  | ——                  | ——                  | ——                  | ——                  | ——                  | ——                  | ——                  | ——                  | ——                  | ——                  | ——                  | ——                  | ——                  | ——                  | ——                  | ——                  | ——                  | ——                  | ——                  | ——                  | ——                  | ——                  | ——  | —— |  |
|    |    |    |    | AtB |    |    |    | Val | Siv |     |     |     | Deportivo La Coruña | Deportivo La Coruña | Deportivo La Coruña | Deportivo La Coruña | Deportivo La Coruña | Deportivo La Coruña | Deportivo La Coruña | Deportivo La Coruña | Deportivo La Coruña | Deportivo La Coruña | Deportivo La Coruña | Deportivo La Coruña | Deportivo La Coruña | Deportivo La Coruña | Deportivo La Coruña | Deportivo La Coruña | Deportivo La Coruña | Deportivo La Coruña | Deportivo La Coruña | Deportivo La Coruña | Deportivo La Coruña | Deportivo La Coruña | Deportivo La Coruña | Deportivo La Coruña |     |    |  |
|    |    |    |    |     |    |    |    |     |     |     |     |     |                     |                     |                     |                     |                     |                     |                     |                     |                     |                     |                     |                     |                     |                     |                     |                     |                     |                     |                     |                     |                     |                     |                     |                     |     |    |  |
|    |    |    |    |     |    |    |    |     |     |     |     |     |                     |                     |                     |                     |                     |                     |                     |                     |                     |                     |                     |                     |                     |                     |                     |                     |                     |                     |                     |                     |                     |                     |                     |                     |     |    |  |
| 1ª | 2ª | 3ª | 4ª | 5ª  | 6ª | 7ª | 8ª | 9ª  | 10ª | 11ª | 12ª | 13ª | 14ª                 | 15ª                 | 16ª                 | 17ª                 | 18ª                 | 19ª                 | 20ª                 | 21ª                 | 22ª                 | 23ª                 | 24ª                 | 25ª                 | 26ª                 | 27ª                 | 28ª                 | 29ª                 | 30ª                 | 31ª                 | 32ª                 | 33ª                 | 34ª                 | 35ª                 | 36ª                 | 37ª                 | 38ª |    |  |

#### Primati stagionali
- Maggior numero di vittorie: Barcellona (25)
- Minor numero di sconfitte: Deportivo La Coruña (4)
- Migliore attacco: Barcellona (91 reti segnate)
- Miglior difesa: Deportivo La Coruña (18 reti subite)
- Miglior differenza reti: Barcellona (+49)
- Maggior numero di pareggi: Albacete, CD Logroñés (15)
- Minor numero di pareggi: Sporting Gijón (5)
- Maggior numero di sconfitte: Osasuna (20)
- Minor numero di vittorie: Lleida (7)
- Peggior attacco: Real Valladolid (28 reti segnate)
- Peggior difesa: Osasuna (63 reti subite)
- Peggior differenza reti: Osasuna (-29)

### Individuali

#### Classifica marcatori
| Gol |  |  | Giocatore          | Squadra             |
| --- |  |  | ------------------ | ------------------- |
| 30  |  |  | Romário            | Barcellona          |
| 24  |  |  | Davor Šuker        | Siviglia            |
| 23  |  |  | Meho Kodro         | Real Sociedad       |
| 20  |  |  | Carlos Muñoz Cobo  | Real Oviedo         |
| 18  |  |  | Julen Guerrero     | Athletic Bilbao     |
| 17  |  |  | José Ángel Ziganda | Athletic Bilbao     |
| 16  |  |  | Bebeto             | Deportivo la coruña |
| 16  |  |  | Predrag Mijatović  | Valencia            |
| 16  |  |  | Oleg Salenko       | CD Logroñés         |
| 16  |  |  | Hugo Sánchez       | Rayo Vallecano      |
| 16  |  |  | Hristo Stoichkov   | Barcellona          |